# Snutarna
Snutarna var en svensk TV-serie, som sändes "inbakad" i Äntligen måndag (senare "Egäntligen måndag") under perioden 14 november 1994 till den 9 mars 1995.
Huvudrollsinnehavare var Fredde Granberg och Peter Settman som spelade de oftast civilklädda poliserna Jan-Olof och Henry. Duon hade tidigare spelat Ronny och Ragge. Under namnet Snutarna gav Peter Settman och Fredde Granberg ut albumet Snutarna Greatest Hits 1994.
S.W.I.P. Snutarna, som de också kallades, står för Specialstyrkan för wåldsamt intelligent polisingripande, troligtvis parodi på SWAT.
Serien återutgavs på DVD med kommentarer av Peter och Fredde under 2004.

## Handling
Jan-Olof (Peter Settman) kommer hem ifrån Washington D.C. där han har haft som uppdrag att skydda USA:s president. Henry (Fredde Granberg), i sin tur kommer hem från Moskva. De båda har blivit hemkallade till Stockholm för att bemästra den ökända kriminaliteten i Sverige.
Det är en blandning av fristående och sammanhängande avsnitt, på sammanlagt 3 timmar och 50 minuter, cirka.

## Roller

### Henry
Spelas av Fredde Granberg. Mjuktuff och mustaschprydd hårding som gärna skjuter först och frågar sedan. Har jobbat som polis i Moskva och har därigenom en förkärlek till balalajka och hemliga ryska skämt. Han äter gärna piroger och mums-mums (som även kan funka som raklödder). Henry bor i en husvagn bredvid en soptipp. Har en förmåga att alltid klappa alla på deras bakar.
Är oklart om han och Jan-Olof har eller har haft ett förhållande.
Henrys mun är, i många avseenden, en karaktär i egen rätt.

### Jan-Olof
Spelas av Peter Settman. Glasögonprydd och ständigt allergisk besserwisser tillika Henrys bästa vän och vapendragare. Har jobbat som polis i USA där hans främsta uppgift var att vakta presidenten och hans peruk. Jan-Olof får oftast agera hjärnan i teamet. Har problem med magen och tar därför medicin. Han finner Henrys smutsiga livsstil avtändande, men fascinerande. Är förälskad i Gisela som han har ett av-och-på-förhållande med.

### Gisela
Spelas av Johanna Westman. Jan-Olofs stora kärlek. Är expert i kampsport och klår gärna upp män som mördar, tafsar eller bara inte passar sig.

### Polischef Lennart
Spelas av Leif Forstenberg. Polisstationens alkoholist till chef. Har en egen bardisk på sitt kontor och bjuder gärna på drinkar, även om folk inte vill ha. Alltid berusad och för det mesta glad och trevlig, så länge inte toaletten blir ockuperad.

### Gerhard
Spelas av Anders Lundin. Tysk polis som talar med tysk brytning. Klädd i uniform med en massa medaljer på bröstet. God vän med Henry och Jan-Olof. Händer att han läser porrtidningar på polistationens toalett.

### "Snuskprällen"
Spelas av Carl-Magnus Dellow. Snuskig präst som säljer egengjorda porrfilmer och filmar konfirmander. En av hans tidigare konfirmander var Gisela som också var med i en av hans filmer. Röker marijuana och har av någon anledning sätena i sin likbil inplastade.

### Herr Knausing
Spelas av Jan Nygren. Galen redare med storhetsvansinne som sitter i rullstol. Vill spränga den stjärtformade ön Brunöga.

### Fröken Agneta von Knausing
Spelas av Regina Lund. Herr Knausings korkade bombnedslag till dotter. Inledde ett förhållande med Henry vilket fick Jan-Olof att bli väldigt svartsjuk.

### Gran-Inge
Spelas av Thomas Hedengran. Ledare för de fruktade knätoffsraggarna. Det sägs att han en gång i ett berusat tillstånd våldtog ett helt hönshus, fast det framkommer inte om han bara våldtog hönsen eller hela huset.

### Fotnoter
1. ↑  ”Äntligen måndag”. Svensk mediedatabas. 14 november 1994. https://smdb.kb.se/catalog/id/001737674. Läst 30 mars 2011.
2. ↑  ”Egäntligen måndag”. Svensk mediedatabas. 9 mars 1995. https://smdb.kb.se/catalog/id/001738253. Läst 30 mars 2011.
3. ↑  ”Greatest hits”. Svensk mediedatabas. 25 februari 1994. http://smdb.kb.se/catalog/id/001507037. Läst 4 september 2016.
4. ↑  ”Snutarna”. Svensk mediedatabas. 25 februari 2004. http://smdb.kb.se/catalog/id/001372889. Läst 4 september 2016.